# Alex English
Alexander "Alex" English, född 5 januari 1954 i Columbia, South Carolina, är en amerikansk tidigare basketspelare (small forward) och baskettränare.
Säsongen 1982/1983 vann Alex English NBA:s poängliga med Denver Nuggets. 1992 pensionerade Denver Nuggets hans nummer 2. 1997 blev English invald i NBA:s Hall of Fame.

## Lag

### Som spelare
- Milwaukee Bucks (1976–1978)
- Indiana Pacers (1978–1980)
- Denver Nuggets (1980–1990)
- Dallas Mavericks (1990–1991)
- Basket Napoli (Italien, 1991–1992)

### Som tränare
- Philadelphia 76ers (2002–2003, assisterande)
- Atlanta Hawks (2003–2004, assisterande)
- Toronto Raptors (2009–2011, assisterande)
- Sacramento Kings (2012–2013, assisterande)

## Meriter
- NBA:s poängligavinnare 1982/1983 med Denver Nuggets